# Visonta
Visonta es un pueblo ubicado en el distrito de Gyöngyös, en el condado de Heves, Hungría.

## Superficie
Posee una superficie de 25,29 kilómetros cuadrados.

## Demografía
Hasta 2019 la población era de 1165 habitantes, con una densidad de población de 46,07 habitantes por kilómetro cuadrado.